# Sân bay Humera
Sân bay Humera (IATA: HUE, ICAO: HAHU) là một sân bay ở Humera, Ethiopia.

## Hãng hàng không và điểm đến
| Hãng hàng không    | Các điểm đến |
| ------------------ | ------------ |
| Ethiopian Airlines | Mek'ele      |